# Торговельно-відпочинковий комплекс «Південний»
Торговельно-відпочинковий комплекс «Південний» — найбільший торговельний комплекс у Львові. Розташований у південній частині міста, поблизу Скнилівського парку.

## Опис
ТВК «Південний» — це «місто в місті» де завжди затишно, комфортно та безпечно, в якому розвинута інфраструктура з умовами для праці, навчання, розваг та відпочинку. Окрім моно- та мультибрендових бутіків, близько 2000 магазинів фірмового одягу, взуття та аксесуарів, виробів легкої промисловості.
Ідея створення «Південного» належить Петрові Писарчуку, який у 1996 році на болотистій місцевості розпочав спорудження ринку. Спочатку це був звичайний невеличкий базар на 900 робочих місць. Завдяки правильній організації роботи «Південний» почав стрімко розбудовуватися, а кількість бажаючих працювати на ринку зростала з кожним днем.
На території площею 16 гектарів розміщено 14 сучасних торгівельних центрів, у яких представлені товари різних цінових сегментів, що сприяє безперервному потоку клієнтів. Щодня ТВК «Південний» відвідує близько 15-30 тис. осіб. На «Південному» працює майже 17 тис. львів'ян, з них 2,5 тисячі — представники малого й середнього бізнесу.
Магазини розподілені по торгівельних центрах і  сегментовані по групах товарів: 
- Центр взуття;
- Центр хутра та шкіри;
- Жіночий та чоловічий одяг;
- Центр дитячих товарів;
- Будівельний маркет;
- Центр меблів та інтер'єру.

Територія ТВК «Південний» охоплює сферу послуг відпочинку, спорту та розваг, діє два готелі, конференц-зал, медичні центри, спортивні і фітнес зали, надаються нотаріальні, банківські, поштові послуги, працюють ресторани і численні кафе, автосалон «Рік-авто» та оздоровчий комплекс «Три стихії» з 50-ти метровим басейном. Південний має власний освітній дитячий комплекс «Дивосвіт». До його складу входять дитячий дошкільний заклад, початкова школа повного дня та ліцей. 

### Ресторани
- Етно-ресторан «Гуцульський двір»;
- Ресторан італійської кухні «Buon Gusto»;
- Ресторан-корабель «Фортуна».

### Медичні заклади
- Дитяча поліклініка «Веселка»;
- Стоматологічна клініка «Симетрика»;
- Центр подології «Здорова стопа»;
- Медичний центр доктора Дробота;
- Мережа стоматологічних центрів для дітей та майбутніх мам «Смайлик».

### Спортивні заклади
- Академія боксу Андрія Котельника;
- Академія футболу для дошкільнят «Клуб Лева»;
- Оздоровчий комплекс «Три стихії»;
- Тенісний клуб «Південний»;
- Клуб настільного тенісу «Home club»;
- Сквош-корти;
- Фітнес-центр «Олімп»;
- Спорткомплекс «Грація».

### Навчальні та розважальні заклади
- Творча школа Павла Табакова;
- Школа усного рахунку «Соробон»;
- Школа іноземних мов Helen Doron;
- Дитячий пізнавальний центр «Веселка»;
- Розважальний центр «Нарнія»;
- Розважальний центр «Lazer Park»;
- Ковзанка.

### Салони краси
- Студія краси Юлії Паламар;
- Makeup студія Ірини Черниш;
- Студія манікюру Laim.